# Landerumerheide

Landerumerheide, oktober 2021

De Landerumerheide (ook wel Landerummerheide) is een duingebied en beschermd natuurgebied in de duinen van het waddeneiland Terschelling ten noorden van de dorpen Midsland en Landerum. Het gebied is in beheer bij het Staatsbosbeheer en is 40 hectare groot, waarvan 22 hectare wordt begraasd.
Terschellingers lieten op de duinheide van oudsher hun vee grazen, er zijn in het gebied nog drinkdobbes terug te vinden. De heide werd omwille van de grote floristische variatie al in 1929 als Staatsnatuurmonument aangewezen. Binnen het gebied komen waardevolle groeiplaatsen voor van moeraswolfsklauw (Lycopodiella inundata), dwergvlas (Radiola linoides) en waterpostelein (Lythrum portula). 
De Landerumerheide is mogelijk al enkele honderden jaren een heidegebied. Er was ook een vuilnisbelt, die werd in 1949 door Staatsbosbeheer met bomen beplant, dat wordt het Apebosje genoemd. Het beheer bestond verder vooral uit niets doen, de natuur z'n gang laten gaan. Door verminderde begrazing en de neerslag van voedingsstoffen dreigde in 1980 de vegetatie van struikhei steeds meer dicht te groeien met onder andere ruwe berk en Amerikaanse vogelkers. Daarom kwam er in 1985 weer een schaapskudde en sinds 1990 wordt het gebied het jaar rond begraasd met verschillende soorten grazers, waaronder Exmoorponies en Nederlandse landgeiten. De heide wordt zo open gehouden waardoor soorten die er van oudsher voorkomen meer kans krijgen.